# Mortoniella denticulata
Mortoniella denticulata là một loài Trichoptera trong họ Glossosomatidae. Chúng phân bố ở vùng Tân nhiệt đới.